# 波爾克鎮區 (密蘇里州聖克萊爾縣)
波爾克鎮區（英語：Polk Township）是位於美國密蘇里州聖克萊爾縣的一個行政鎮區。

## 地方資料
波爾克鎮區的面積為94.93平方千米，當中陸地面積為92.03平方千米，而水域面積為2.90平方千米。根據2020年美國人口普查的數據，當地共有人口232人，而人口密度為每平方千米2.44人。